# أحمد عبد المجيد (روائي)
أحمد عبد المجيد هو روائي وقاص مصري، مقيم بالقاهرة.

## سيرة ذاتية
ولد أحمد عبد المجيد عام 1980م بمحافظة سوهاج في مصر، ودرس علوم الحاسب في كلية الحاسبات والمعلومات بجامعة القاهرة، وتخرج منها عام 2002م. يقيم حالياً في مدينة القاهرة، وهو متزوج وأب لطفلين، كما يعمل مديراً للنشر في دار الرواق للنشر والتوزيع.

## أعماله
ألف أحمد عبد المجيد العديد من الروايات والكتب، وهي:
- «استمالة العاطفة؛ فيالق الدعاية الأمريكية التي مهدت لغزو العراق»، تم نشرها بواسطة المؤسسة العربية للدراسات والنشر عام 2008م.
- «مواجهة مطاريد الجبل»، تم نشرها بواسطة دار رواية للنشر والتوزيع عام 2013م.
- رواية «ترنيمة سلام»، التي صدرت طبعتها الأولى في شهر يوليوز 2013م من إصدارات دار نون للنشر والتوزيع، وصدرت الطبعة الثانية في شهر فبراير 2014م، وصلت هذه الرواية إلى القائمة الطويلة لجائزة الشيخ زايد للكتاب في دورتها الثامنة - فرع المؤلف الشاب.
- رواية «عشق»، تم نشرها بواسطة دار نون للنشر والتوزيع عام 2015م.
- «مبادئ السياسة الأمريكية - فرانك تاننباوم»، عام 2016م.
- رواية «التابع»، تم نشرها بواسطة الرواق للنشر والتوزيع عام 2017م.
- رواية «خطايا صغيره»، تم نشرها بواسطة الرواق للنشر والتوزيع عام 2019م.
- «تمظهرات الحرب النفسية من الغزو الأمريكي إلى التمدد الداعشي في العراق وسوريا»، تم نشرها بواسطة دار أمجد للنشر والتوزيع عام 2018م.
- «سيرة سنوات الجامعة»، تم نشرها بواسطة مركز الجزويت الثقافي عام 2019م.
- «كيف نقرأ الروايات؟ رواية ترنيمة سلام والتابع كنموذج»، في فبراير 2019م.
- رواية «سلام حوارات مع معلم روحانى عن السلام والطمأنينة»، تم نشرها بواسطة الرواق للنشر والتوزيع عام 2020م.
- «...وهذا نصيبي من التضامن؛ بعض مما يمكن قوله»، تم نشرها بواسطة الدار العربية للعلوم ناشرون عام 2020م.